# NewSpace
Il termine NewSpace indica un'attività economica emersa intorno all'inizio del XXI secolo, caratterizzata dall'entrata in scena di aziende private che lavorano, indipendentemente dai governi, nel campo della progettazione e dello sfruttamento delle risorse aerospaziali. 

## Storia
Il NewSpace deriva imprenditorialmente dalla new economy delle reti; tra i suoi principali esponenti (astropreneur) si annoverano ad esempio Elon Musk (SpaceX) e Jeff Bezos (Blue Origin). Dati gli ingenti capitali a disposizione di alcune delle figure più di spicco di questo settore industriale, è stata coniata l'espressione Billionaire space race.
Tra i principali settori delle suddette aziende c'è lo sviluppo di tecnologia balistica (razzo) del tutto o parzialmente riutilizzabile, in modo da ridefinire radicalmente i costi della messa in orbita e dei futuri viaggi interplanetari. 
Caratteristica particolare di queste aziende è quella di avere redatto piani sia per l'occupazione commerciale e industriale del suolo lunare, che per l'occupazione e la terraformazione (terraforming) del pianeta Marte.
Il settore ha iniziato a svilupparsi soprattutto attorno all'idea del turismo spaziale (Virgin Galactic), ma nel tempo ha assunto una nuova e più generale connotazione a partire dal Commercial Space Launch Competitiveness Act, un atto legislativo redatto dalla presidenza Obama nel 2015, con cui si gettano le basi per un ordinamento giuridico concernente le imprese statunitensi impegnate in operazioni commerciali extra-atmosferiche. Soggetti di questo nuovo comparto economico sono anche alcuni stati europei come il Lussemburgo, l'Italia con l'ASI (Agenzia Spaziale Italiana). Sul fronte asiatico la Cina ha avviato il proprio programma d'esplorazione della faccia nascosta della Luna.
Tra i settori più promettenti della space economy c'è quello dell'asteroid mining  (estrazione mineraria dagli asteroidi o industria mineraria spaziale) rivolta a quella classe di corpi celesti cosiddetti near-Earth (Planetary Resources ad esempio). Inoltre, si ha una crescente adozione di tecnologie satellitari per settori quali insurance, trasporti ed energia. 
Tra le imprese collegate al NewSpace, il tentativo d'allunaggio da parte del lander Beresheet dell'azienda privata israeliana SpaceIL, lanciato da un razzo SpaceX da Cape Canaveral il 22 febbraio 2019. Per un problema tecnico al motore principale l'allunaggio tentato l'11 aprile 2019 è fallito.

## Compagnie operanti
- Alba Orbital
- Altius Space Machines
- ARCA Space Corporation
- Astrobotic Technology
- Axiom Space
- Bigelow Aerospace
- Blue Origin
- Celestial Circuits
- Celestis
- Copenhagen Suborbitals
- Digital Solid State Propulsion
- Earth2Orbit
- ELIGOS
- Elysium Space
- Exos Aerospace
- ExPace
- Final Frontier Design
- Firefly Aerospace
- Galactic Suite Design
- Generation Orbit
- i-Space
- Independence-X Aerospace
- Innovative Space Propulsion Systems
- Interorbital Systems
- JP Aerospace
- Kepler Communications
- LandSpace
- Lasermotive
- LinkSpace
- Made In Space
- Masten Space Systems
- Moon Express
- Mu Space
- Mynaric
- NanoRacks
- NovaWurks
- OneSpace
- Orbex
- Orbital Technologies
- Orion Span
- Planet Labs
- Planetary Resources
- PLD Space
- PTScientists
- Raptor Space Services
- Relativity Space
- Reaction Engines
- Rocket Lab
- Satellogic
- Scaled Composites
- Shackleton Energy Company
- Sierra Nevada
- Sky and Space Global
- Space Adventures
- Spaceflight Industries
- SpaceIL
- SpaceX
- Spire Global
- The Spaceship Company
- Tethers Unlimited, Inc.
- UP Aerospace
- Vector Launch
- Ventions
- Virgin Galactic
- Virgin Orbit
- Zero 2 Infinity
- Zero Gravity Corporation
- Zero Point Frontiers Corporation